# 레드카펫 (영화)
《레드카펫》(영어: red carpet)은 2014년 10월 23일에 개봉한 대한민국의 영화이다.

## 출연자

### 주연
- 윤계상 - 박정우 역
- 고준희 - 정은수 역

### 조연
- 오정세 - 조진환 역
- 조달환 - 강준수 역
- 찬성 - 김대윤 역
- 신지수 - 딸기 역
- 이미도 - 써니 역
- 임은지 - 자두 역
- 손병욱 - 석봉 역
- 안재홍 - 풍차 역
- 남연우 - 창수 역
- 한국진 - 청년회장 역
- 윤다경 - 오 대표 역
- 송삼동 - 싸인남 역
- 민성욱 - 강현민 역
- 성지루 - 사장 역 (특별출연)
- 명계남 - 정우 부 역 (특별출연)
- 선학 - 시상식 사회자 역 (특별출연)

수지ㅡ 에로배우 역